# Ларрі Пресслер
Ларрі Лі Пресслер (англ. Larry Lee Pressler; нар. 29 березня 1942, Хамболдт, Південна Дакота) — американський політик-республіканець. Він був першим ветераном В'єтнамської війни, який був обраний до Сенату США.
Пресслер навчався в Університеті Південної Дакоти, який закінчив у 1964 році зі ступенем бакалавра мистецтв. Після отримання стипендії Родса, він один рік провів в Оксфорді. Він короткий час працював адвокатом, а потім брав участь у В'єтнамській війні у лавах армії США з 1966 по 1968. За бойові заслуги він був нагороджений Бронзовою Зіркою. Після завершення військової служби Пресслер закінчив Школу права Гарвардського університету у 1971 році. У той же час він навчався в Інституті державного управління ім. Джона Ф. Кеннеді.
Протягом декількох років він працював у Державному департаменті як співробітник дипломатичної служби. Він був членом Палати представників Конгресу США з 1975 по 1979 і сенатором США з 1979 по 1997 роки. Пресслер намагався переобратися на четвертий термін у Сенаті, але програв вибори у 1996 році демократу Тіму Джонсону. Пресслер намагався повернутися у 2002 році до Палати представників, але програв праймериз Республіканської партії Біллу Дженклоу.
Пресслер був призначений офіційним спостерігачем на президентських виборах в Україні у грудні 2004 року.